# Ageratina jucunda
Ageratina jucunda là một loài thực vật có hoa trong họ Cúc. Loài này được (Greene) Clewell & Wooten mô tả khoa học đầu tiên năm 1971.